# Akta Pentagon: Skrytá válka
Akta Pentagon: Skrytá válka (v anglickém originále The Post) je americký dramatický film z roku 2017. Režisérem filmu je Steven Spielberg. Scénáře se ujali Liz Hannah a Josh Singer. Hlavní role ve filmu ztvárnili Tom Hanks, Meryl Streep, Alison Brie, Sarah Paulson, Bob Odenkirk, Tracy Lets, Bradley Whitford, Bruce Greenwood, Carrie Coon a Matthew Rhys. Do amerických kin byl snímek uveden 22. prosince 2017 a do českých kin 22. února 2018. Tématem filmu je zveřejnění dokumentů Pentagon Papers deníkem The New York Times z roku 1971.

## Děj
V roce 1966 je analytik amerického ministerstva zahraničí Daniel Ellsberg vyslán do Vietnamu, kde doprovází americké jednotky v boji a dokumentuje vojenský pokrok pro ministra obrany Roberta McNamaru. Během zpátečního letu Ellsberg a William B. Macomber diskutují s McNamarou, který přiznává, že válka je beznadějná – ani posily 100 000 mužů nezlepšily složitou situaci. Po přistání však McNamara před shromážděnými novináři prohlašuje, že má plnou důvěru ve válečné úsilí, což Ellsberga hluboce znepokojí.
O několik let později pracuje Ellsberg jako civilní vojenský konzultant pro RAND Corporation, think-tank s přístupem k tajným dokumentům. Zde tajně okopíruje tisíce stránek utajovaných dokumentů, které mapují několik desetiletí americké angažovanosti ve Vietnamu sahající až do období Trumanovy administrativy. Tyto materiály, známé jako Pentagon Papers, následně předá novináři Neilu Sheehanovi z The New York Times.
V roce 1971 je Katharine Grahamová již osm let majitelkou a vydavatelkou deníku The Washington Post, který zdědila po sebevraždě svého manžela Phila Grahama a smrti otce Eugena Meyera. Přestože postrádá novinářské i obchodní zkušenosti, snaží se uvést společnost na burzu a získat investice pro kvalitnější celostátní zpravodajství. Do funkce výkonného šéfredaktora osobně jmenuje ambiciózního Bena Bradleeho, který sdílí její vizi, ale představenstvo ovládané muži ji stále vnímá jako ženu v domácnosti, která si ukousla příliš velké sousto. Grahamová je také významnou washingtonskou osobností a Bradlee musí opakovaně hájit svou redakční nezávislost, když noviny publikují články kritické vůči jejím přátelům.
McNamara, jeden z těchto přátel, informuje Grahamovou, že The New York Times o něm chystá "nelichotivý" článek – první ze Sheehanových odhalení z Ellsbergových dokumentů. Zatímco redaktoři Postu diskutují o možnostech, jak příběh dále rozvíjet, objeví se na stole reportéra anonymně sto stránek z uniklých dokumentů. Bradlee je nadšený možností předběhnout Times ve významném příběhu z vlastního města, ale federální soud vydá proti Times předběžné opatření zakazující další publikování. Grahamová, která se obává jak právní odpovědnosti Postu, tak svého společenského postavení, nařídí Bradleemu respektovat soudní zákaz.
Zástupce šéfredaktora Ben Bagdikian vystopuje Ellsberga, svého bývalého kolegu z RAND Corporation, jako zdroj úniku. Ellsberg mu poskytne kompletní 4000stránkovou zprávu a reportéři Postu se noří do dokumentů. Právníci je ale varují před publikováním kvůli hrozbě trestního stíhání ze strany Nixonovy administrativy. Grahamová při rozhodování, zda publikovat, konzultuje situaci s McNamarou a nesouhlasným představenstvem. Varují ji před společenskou izolací ve Washingtonu, odvetou prezidenta Nixona a ztrátou investorů. Bradlee však argumentuje silnou obhajobou veřejného zájmu a možností transformovat Post v důležitou žurnalistickou instituci, o které Grahamová snila. Dokumenty také odhalily, že jeho vlastní okruh washingtonské elity včetně Johna F. Kennedyho mu lhal, aby získal příznivé mediální pokrytí; argumentuje, že Grahamové přátelství s osobnostmi jako McNamara by nemělo ovlivnit její rozhodnutí.
Grahamová dá souhlas k tisku materiálu. Bagdikian však následně odhalí, že použil stejný zdroj jako Sheehan místo nezávislého ověření dokumentů. Právníci Postu jsou zděšeni – jednání Grahamové a Bradleeho by mohlo být posuzováno jako pohrdání soudem podle původního předběžného opatření a vystavuje je dalšímu trestnímu stíhání podle zákona o špionáži.
Post a Times předstupují před Nejvyšší soud, aby hájily svá práva podle prvního dodatku ústavy. V solidaritě začínají další noviny po celých Spojených státech publikovat informace z Ellsbergových dokumentů. Dne 30. června 1971 Nejvyšší soud rozhoduje poměrem 6:3 ve prospěch novin, čímž potvrzuje správnost rozhodnutí Grahamové. Prezident Nixon v odvetě navždy zakazuje novinářům Postu vstup do Bílého domu.
O rok později zaznamená strážný Frank Wills probíhající vloupání do komplexu Watergate a přivolá policii, čímž neúmyslně odstartuje aféru Watergate.

## Obsazení
| Tom Hanks         | Ben Bradlee     |
| Meryl Streep      | Kay Graham      |
| Sarah Paulson     | Tony Bradlee    |
| Bob Odenkirk      | Ben Bagdikian   |
| Tracy Letts       | Fritz Beebe     |
| Bradley Whitford  | Arthur Parsons  |
| Bruce Greenwood   | Robert McNamara |
| Carrie Coon       | Meg Greenfield  |
| Matthew Rhys      | Daniel Ellsberg |
| Alison Brie       | Lally Weymouth  |
| Jesse Plemons     | Roger Clark     |
| Zach Woods        | Anthony Essaye  |
| David Cross       | Howard Simons   |
| Pat Healy         | Phil Geyelin    |
| Michael Stuhlbarg | Abe Rosenthal   |
| Jessie Mueller    | Judith Martin   |
| Stark Sands       | Don Graham      |
| Neal Huff         | Tom Winship     |

## Recenze
Film získal pozitivní recenze od kritiků. Na recenzní stránce Rotten Tomatoes získal ze 317 započtených recenzí 88 procent s průměrným ratingem 7,9 bodů z deseti. Na serveru Metacritic snímek získal z 51 recenzí 83 bodů ze sta.

### Nominace a ocenění
| Ocenění                                       | Datum ceremoniálu | Kategorie                                       | Nominovaný                                                | Výsledky  |  |
| --------------------------------------------- | ----------------- | ----------------------------------------------- | --------------------------------------------------------- | --------- |  |
| AARP's Movies for Grownups Awards             | 5. února 2018     | Nejlepší herec v hlavní roli                    | Tom Hanks                                                 | nominace  |  |
| AARP's Movies for Grownups Awards             | 5. února 2018     | Nejlepší herečka v hlavní roli                  | Meryl Streep                                              | nominace  |  |
| AARP's Movies for Grownups Awards             | 5. února 2018     | Nejlepší režisér                                | Steven Spielberg                                          | nominace  |  |
| AARP's Movies for Grownups Awards             | 5. února 2018     | Nejlepší časová kapsle                          | Akta Pentagon: Skrytá válka                               | nominace  |  |
| AARP's Movies for Grownups Awards             | 5. února 2018     | Žebříček publika                                | Akta Pentagon: Skrytá válka                               | nominace  |  |
| Alliance of Women Film Journalists EDA Awards | 9. ledna 2018     | Nejlepší obsazení                               | Akta Pentagon: Skrytá válka                               | nominace  |  |
| Alliance of Women Film Journalists EDA Awards | 9. ledna 2018     | Nejlepší scenáristka                            | Liz Hannah a Josh Singer                                  | nominace  |  |
| American Cinema Editors Awards                | 26. ledna 2018    | Nejlepší střih – film (drama)                   | Michael Kahn a Sarah Broshar                              | nominace  |  |
| Art Directors Guild Awards                    | 27. ledna 2018    | Nejlepší výprava – periodický film              | Akta Pentagon: Skrytá válka                               | nominace  |  |
| Americký filmový institut                     | 5. ledna 2018     | Nejlepších deset filmů roku 2017                | Akta Pentagon: Skrytá válka                               | vítězství |  |
| Austin Film Critics Association               | 8. ledna 2018     | Nejlepších deset filmů roku 2017                | Akta Pentagon: Skrytá válka                               | vítězství |  |
| Casting Society of America Awards             | 18. ledna 2018    | Nejlepší casting – velkorozpočtový film (drama) | Rori Bergman, Karlee Fomalont, Ellen Lewis a Kate Sprance | nominace  |  |
| Cena národní společnosti filmových kritiků    | 6. ledna 2018     | Nejlepší herec ve vedlejší roli                 | Michael Stuhlbarg                                         | 2. místo  |  |
| Central Ohio Film Critics Association         | 4. ledna 2018     | Nejlepší film                                   | Akta Pentagon: Skrytá válka                               | 7. místo  |  |
| Central Ohio Film Critics Association         | 4. ledna 2018     | Nejlepší původní scénář                         | Liz Hannah a Josh Singer                                  | nominace  |  |
| Central Ohio Film Critics Association         | 4. ledna 2018     | Nejlepší skladatel                              | John Williams                                             | nominace  |  |
| Central Ohio Film Critics Association         | 4. ledna 2018     | Nejlepší herecké obsazení                       | Akta Pentagon: Skrytá válka                               | nominace  |  |
| Central Ohio Film Critics Association         | 4. ledna 2018     | Herečka roku (za příkladnou práci)              | Tracy Letts                                               | vítězství |  |
| Critics' Choice Movie Awards                  | 11. ledna 2018    | Nejlepší herecké obsazení                       | Akta Pentagon: Skrytá válka                               | nominace  |  |
| Critics' Choice Movie Awards                  | 11. ledna 2018    | Nejlepší herec v hlavní roli                    | Tom Hanks                                                 | nominace  |  |
| Critics' Choice Movie Awards                  | 11. ledna 2018    | Nejlepší herečka v hlavní roli                  | Meryl Streep                                              | nominace  |  |
| Critics' Choice Movie Awards                  | 11. ledna 2018    | Nejlepší režisér                                | Steven Spielberg                                          | nominace  |  |
| Critics' Choice Movie Awards                  | 11. ledna 2018    | Nejlepší střih                                  | Michael Kahn a Sarah Broshar                              | nominace  |  |
| Critics' Choice Movie Awards                  | 11. ledna 2018    | Nejlepší původní scénář                         | Liz Hannah a Josh Singer                                  | nominace  |  |
| Critics' Choice Movie Awards                  | 11. ledna 2018    | Nejlepší film                                   | Akta Pentagon: Skrytá válka                               | nominace  |  |
| Critics' Choice Movie Awards                  | 11. ledna 2018    | Nejlepší skladatel                              | John Williams                                             | nominace  |  |
| Dallas–Fort Worth Film Critics Association    | 13. prosince 2017 | Nejlepších deset filmů roku 2017                | Akta Pentagon: Skrytá válka                               | 2. místo  |  |
| Dallas–Fort Worth Film Critics Association    | 13. prosince 2017 | Nejlepší režisér                                | Steven Spielberg                                          | 4. místo  |  |
| Dallas–Fort Worth Film Critics Association    | 13. prosince 2017 | Nejlepší herec v hlavní roli                    | Tom Hanks                                                 | 5. místo  |  |
| Dallas–Fort Worth Film Critics Association    | 13. prosince 2017 | Nejlepší herečka v hlavní roli                  | Meryl Streep                                              | 5. místo  |  |
| Denver Film Critics Society                   | 15. ledna 2018    | Nejlepší herečka v hlavní roli                  | Meryl Streep                                              | nominace  |  |
| Detroit Film Critics Society                  | 7. prosince 2017  | Nejlepší herecké obsazení                       | Akta Pentagon: Skrytá válka                               | vítězství |  |
| Detroit Film Critics Society                  | 7. prosince 2017  | Nejlepší scénář                                 | Michael Kahn a Sarah Broshar                              | nominace  |  |
| Florida Film Critics Circle                   | 23. prosince 2017 | Nejlepší kamera                                 | Janusz Kamiński                                           | nominace  |  |
| Georgia Film Critics Association              | 12. ledna 2018    | Nejlepší skladatel                              | John Williams                                             | nominace  |  |
| Georgia Film Critics Association              | 12. ledna 2018    | Nejlepší výprava                                | Rick Carter, Kim Jennings a Deborah Jensen                | nominace  |  |
| Georgia Film Critics Association              | 12. ledna 2018    | Nejlepší obsazení                               | Akta Pentagon: Skrytá válka                               | nominace  |  |
| Houston Film Critics Society                  | 12. prosince 2017 | Nejlepší režisér                                | Steven Spielberg                                          | nominace  |  |
| Houston Film Critics Society                  | 12. prosince 2017 | Nejlepší film                                   | Akta Pentagon: Skrytá válka                               | nominace  |  |
| Houston Film Critics Society                  | 12. prosince 2017 | Nejlepší původní hudba                          | John Williams                                             | nominace  |  |
| Humanitas Prize                               | 16. února 2018    | Nejlepší film – drama                           | Akta Pentagon: Skrytá válka                               | nominace  |  |
| IndieWire Critics Poll                        | 19. prosince 2017 | Nejlepší film                                   | Akta Pentagon: Skrytá válka                               | 10. místo |  |
| Indiana Film Journalists Association          | 18. prosince 2017 | Nejlepší film                                   | Akta Pentagon: Skrytá válka                               | nominace  |  |
| Indiana Film Journalists Association          | 18. prosince 2017 | Nejlepší obsazení                               | Akta Pentagon: Skrytá válka                               | 2. místo  |  |
| Iowa Film Critics Association                 | 9. ledna 2018     | Nejlepší původní hudba                          | John Williams                                             | nominace  |  |
| National Board of Review                      | 4. ledna 2018     | Nejlepší herec v hlavní roli                    | Tom Hanks                                                 | vítězství |  |
| National Board of Review                      | 4. ledna 2018     | Nejlepší herečka v hlavní roli                  | Meryl Streep                                              | vítězství |  |
| National Board of Review                      | 4. ledna 2018     | Nejlepší film                                   | Akta Pentagon: Skrytá válka                               | vítězství |  |
| New York Film Critics Online                  | 10. prosince 2017 | Nejlepších deset filmů roku 2017                | Akta Pentagon: Skrytá válka                               | vítězství |  |
| North Carolina Film Critics Association       | 2. ledna 2018     | Nejlepší film                                   | Akta Pentagon: Skrytá válka                               | nominace  |  |
| North Carolina Film Critics Association       | 2. ledna 2018     | Nejlepší herec v hlavní roli                    | Tom Hanks                                                 | nominace  |  |
| North Carolina Film Critics Association       | 2. ledna 2018     | Nejlepší herečka v hlavní roli                  | Meryl Streep                                              | nominace  |  |
| North Carolina Film Critics Association       | 2. ledna 2018     | Nejlepší skladatel                              | John Williams                                             | nominace  |  |
| North Carolina Film Critics Association       | 2. ledna 2018     | Nejlepší režisér                                | Steven Spielberg                                          | nominace  |  |
| North Carolina Film Critics Association       | 2. ledna 2018     | Nejlepší scénář                                 | Michael Kahn a Sarah Broshar                              | nominace  |  |
| North Texas Film Critics Association          | 18. prosince 2017 | Nejlepší film                                   | Akta Pentagon: Skrytá válka                               | vítězství |  |
| North Texas Film Critics Association          | 18. prosince 2017 | Nejlepší režie                                  | Steven Spielberg                                          | nominace  |  |
| North Texas Film Critics Association          | 18. prosince 2017 | Nejlepší herec v hlavní roli                    | Tom Hanks                                                 | nominace  |  |
| North Texas Film Critics Association          | 18. prosince 2017 | Nejlepší herečka v hlavní roli                  | Meryl Streep                                              | nominace  |  |
| North Texas Film Critics Association          | 18. prosince 2017 | Nejlepší kamera                                 | Janusz Kaminski                                           | nominace  |  |
| North Texas Film Critics Association          | 18. prosince 2017 | Nejlepší obsazení                               | Akta Pentagon: Skrytá válka                               | vítězství |  |
| Online Film Critics Society                   | 28. prosince 2017 | Nejlepší obsazení                               | Akta Pentagon: Skrytá válka                               | nominace  |  |
| Online Film and Television Association        | 11. února 2018    | Nejlepší film                                   | Akta Pentagon: Skrytá válka                               | nominace  |  |
| Online Film and Television Association        | 11. února 2018    | Nejlepší herečka v hlavní roli                  | Meryl Streep                                              | nominace  |  |
| Online Film and Television Association        | 11. února 2018    | Nejlepší skladatel                              | John Williams                                             | nominace  |  |
| Online Film and Television Association        | 11. února 2018    | Nejlepší obsazení                               | Akta Pentagon: Skrytá válka                               | nominace  |  |
| Online Film and Television Association        | 11. února 2018    | Nejlepší filmový plakát                         | Akta Pentagon: Skrytá válka                               | nominace  |  |
| Oscar                                         | 4. března 2018    | Nejlepší film                                   | Akta Pentagon: Skrytá válka                               | nominace  |  |
| Oscar                                         | 4. března 2018    | Nejlepší herečka v hlavní roli                  | Meryl Streep                                              | nominace  |  |
| Phoenix Critics Circle                        | 16. prosince 2017 | Nejlepší scénář                                 | Michael Kahn a Sarah Broshar                              | nominace  |  |
| Phoenix Critics Circle                        | 16. prosince 2017 | Nejlepší střih                                  | Michael Kahn a Sarah Broshar                              | nominace  |  |
| Phoenix Critics Circle                        | 16. prosince 2017 | Nejlepší záhadný nebo thrillerový film          | Akta Pentagon: Skrytá válka                               | nominace  |  |
| Phoenix Film Critics Society                  | 19. prosince 2017 | Nejlepší střih                                  | Michael Kahn a Sarah Broshar                              | nominace  |  |
| Producers Guild of America Awards             | 20. ledna 2018    | Nejlepší producenti – film                      | Amy Pascal, Steven Spielberg a Kristie Macosko Krieger    | nominace  |  |
| San Diego Film Critics Society                | 11. prosince 2017 | Nejlepší střih                                  | Michael Kahn a Sarah Broshar                              | nominace  |  |
| San Diego Film Critics Society                | 11. prosince 2017 | Nejlepší herecké obsazení                       | Akta Pentagon: Skrytá válka                               | nominace  |  |
| San Francisco Film Critics Circle             | 10. prosince 2017 | Nejlepší střih                                  | Michael Kahn                                              | nominace  |  |
| Satellite Awards                              | 11. února 2018    | Nejlepší skladatel                              | John Williams                                             | nominace  |  |
| Seattle Film Critics Society                  | 18. prosince 2017 | Film roku                                       | Akta Pentagon: Skrytá válka                               | nominace  |  |
| Seattle Film Critics Society                  | 18. prosince 2017 | Nejlepší herečka v hlavní roli                  | Meryl Streep                                              | nominace  |  |
| Seattle Film Critics Society                  | 18. prosince 2017 | Nejlepší herecké obsazení                       | Akta Pentagon: Skrytá válka                               | nominace  |  |
| Southeastern Film Critics Association         | 18. prosince 2017 | Nejlepší film                                   | Akta Pentagon: Skrytá válka                               | 6. místo  |  |
| Southeastern Film Critics Association         | 18. prosince 2017 | Nejlepší herecké obsazení                       | Akta Pentagon: Skrytá válka                               | nominace  |  |
| St. Louis Film Critics Association            | 17. prosince 2017 | Nejlepší herec v hlavní roli                    | Tom Hanks                                                 | nominace  |  |
| St. Louis Film Critics Association            | 17. prosince 2017 | Nejlepší herečka v hlavní roli                  | Meryl Streep                                              | nominace  |  |
| St. Louis Film Critics Association            | 17. prosince 2017 | Nejlepší režisér                                | Steven Spielberg                                          | nominace  |  |
| St. Louis Film Critics Association            | 17. prosince 2017 | Nejlepší střih                                  | Michael Kahn a Sarah Broshar                              | nominace  |  |
| St. Louis Film Critics Association            | 17. prosince 2017 | Nejlepší původní hudba                          | John Williams                                             | nominace  |  |
| St. Louis Film Critics Association            | 17. prosince 2017 | Nejlepší film                                   | Akta Pentagon: Skrytá válka                               | 2. místo  |  |
| Washington D.C. Area Film Critics Association | 8. prosince 2017  | Nejlepší herečka v hlavní roli                  | Meryl Streep                                              | nominace  |  |
| Washington D.C. Area Film Critics Association | 8. prosince 2017  | Nejlepší herecké obsazení                       | Akta Pentagon: Skrytá válka                               | nominace  |  |
| Washington D.C. Area Film Critics Association | 8. prosince 2017  | Nejlepší zobrazení Washingtonu D.C.             | Akta Pentagon: Skrytá válka                               | vítězství |  |
| Women Film Critics Circle                     | 17. prosince 2017 | Ocenění Karen Morley                            | Akta Pentagon: Skrytá válka                               | nominace  |  |
| Zlatý glóbus                                  | 7. ledna 2018     | Nejlepší herec v hlavní roli (drama)            | Tom Hanks                                                 | nominace  |  |
| Zlatý glóbus                                  | 7. ledna 2018     | Nejlepší herečka v hlavní roli (drama)          | Meryl Streep                                              | nominace  |  |
| Zlatý glóbus                                  | 7. ledna 2018     | Nejlepší režisér                                | Steven Spielberg                                          | nominace  |  |
| Zlatý glóbus                                  | 7. ledna 2018     | Nejlepší snímek (drama)                         | Akta Pentagon: Skrytá válka                               | nominace  |  |
| Zlatý glóbus                                  | 7. ledna 2018     | Nejlepší původní hudba                          | John Williams                                             | nominace  |  |
| Zlatý glóbus                                  | 7. ledna 2018     | Nejlepší scénář                                 | Liz Hannah a Josh Singer                                  | nominace  |  |